# 巨人列表
本列表介绍关于巨人

## 歐洲的巨人

### 希臘神話
希臘神話中，有不少出名的巨人族，第一個就是奧林帕斯眾神之前的巨神族：泰坦巨神（Titan）和泰坦女神（Titaness），他們是天空之神烏拉諾斯（Uranus）和大地之母蓋亞（Gaia）最初的孩子。天空和大地的孩子除了泰坦以外，同時出現的還有獨眼巨人（Kyklops）及百手巨人（Hecationcheir），他們都是三位一組的巨人兄弟，不仅力量強大也是技藝精湛的工匠，忌憚他們的天空之神烏拉諾斯就將他們都流放到冥府深淵（Tartaros），直到宙斯和泰坦族爭奪領導地位，爆發「泰坦戰爭」（Titanomachia）時才被宙斯解救出來，宙斯的雷電就是由獨眼巨人打造的。在泰坦之後出現的是基迦巨人（Gigas），他們是由烏拉諾斯被閹割的傷口流出的血滴到蓋亞身上而變化出來的，基迦巨人都是暴力和戰鬥的化身。基迦巨人們再次與奧林帕斯眾神對抗，這次的戰爭被稱為「巨人戰役」（Gigantomachia）。

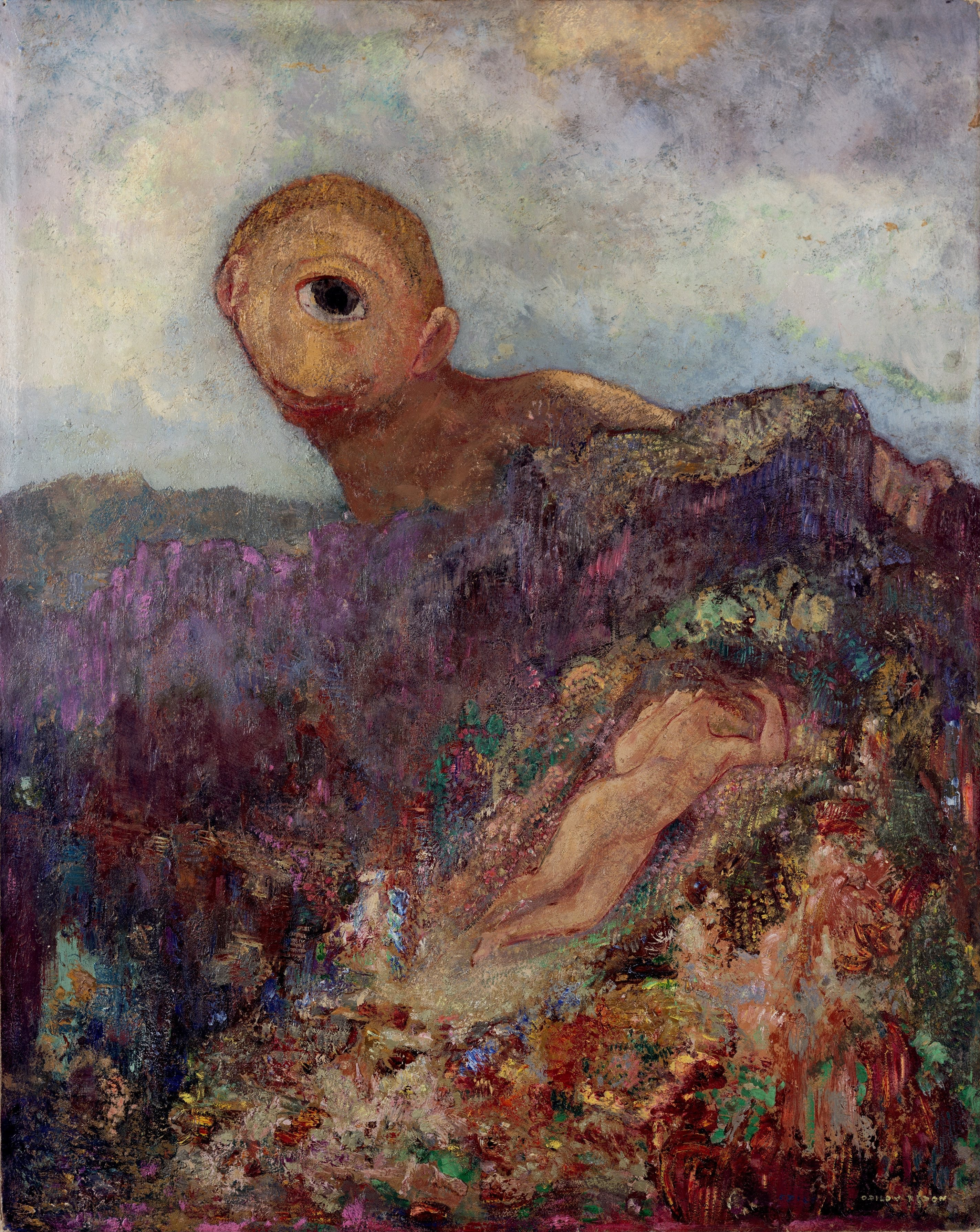
獨眼巨人，奥迪隆·雷东繪，1914年

另外荷馬史詩《奧德賽》（Odyssey）中也提到一種獨眼巨人，他們住在西西里島（Sicily），是海神波賽頓（Poseidon）和水精索歐莎（Thoosa）所生，生性殘暴且食人，感覺和前述的獨眼巨人相比是另一種不同的種族。波賽頓和索歐莎還有個叫安泰俄斯（Antaeus）的巨人後代，據說只要看到有人經過，就會強迫對方和他比賽角力。英雄赫拉克勒斯（Heracles）曾經打敗過他。
蛇魔女梅杜莎（Medusa）的兒子克律薩俄耳（Chrysaor）也生下一個叫三頭巨人革律翁（Geryon）的後代，英雄赫拉克勒斯的第十個任務就是帶回革律翁飼養的紅牛，革律翁最後被浸過蛇妖毒血的弓箭所殺。赫拉克勒斯成功奪取革律翁的紅牛，在歸途中經過臺伯河（Tiber）時，又出現一名叫卡庫斯（Cacus）的三頭巨人，卡庫斯是火神赫淮斯托斯（Hephaestus）之子。卡庫斯趁赫拉克勒斯不注意時偷走紅牛，因為牛隻的鳴叫而驚動赫拉克勒斯，後者立刻追上前來砍了巨人的腦袋。有說法指出，在赫拉克勒斯崇拜盛行的羅馬，杜撰了關於卡庫斯的故事，以增添赫拉克勒斯的豐功偉業。《神曲》中將革律翁轉為義大利語的傑里奧尼（Gerione），卡庫斯轉為義大利語的卡寇（Caco），描述他們都待在地獄的第8層。

### 北歐与芬兰神話
北歐神話中世界的最初的生物是約頓巨人（Jǫtunn），他們誕生自冰與火之間，之後諸神才出現。原始巨人尤彌爾 （Ymir）被奧丁（Odin）三兄弟殺掉，他流出的血成為洪水，大部分的巨人都淹死，剩下的巨人則逃往約頓海姆（Jothuheim，巨人邦國）居住。約頓巨人是諸神的敵人，大部分都是自然力量的化身，強而有力的他們自始自終都給北歐諸神相當大的威脅。

約頓，jǫtunn，意為「大食者」，他們另一稱呼是Thursar，意為「渴」，大抵上給人食量驚人的印象。在他們之間還可以分作霜巨人（Hrimthurs）、山巨人（Bergrisi）。約頓巨人的男性大多外貌醜陋，但約頓女巨人（Gygr）卻是美貌驚人的一群，即使連諸神也會對她們意亂情迷而產生異族婚姻。除此之外，北歐神話中另外還有一族火巨人（Muspell），他們住在烈焰國度穆斯貝爾海姆（Muspelheim）。

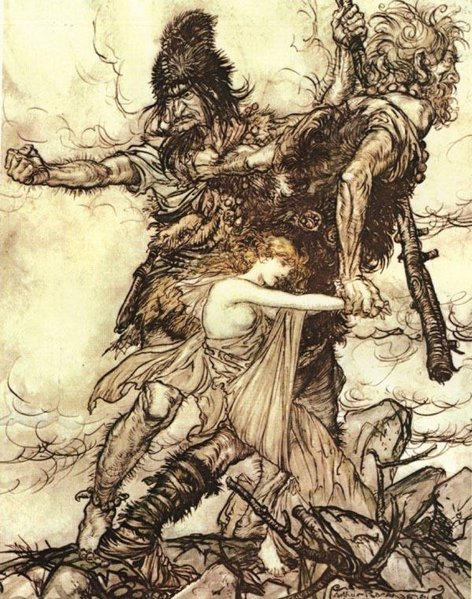
北歐巨人的形象

在芬蘭的民族史詩《卡勒瓦拉》中則有一種水巨人（Tursas）。此外，約頓巨人的後裔，在德語圈中被稱為屴崱巨人（Riese）或貅猊巨人（Hune），奧地利附近稱為芬肯巨人（Fenken），蘇格蘭地區則是艾丁巨人（Ettin），又蘇格蘭蓋爾語稱為阿哈赫巨人（Athach）。

### 英法地區
愛爾蘭島上的凱爾特神話中，佛摩爾巨人族（Fomor）來自愛爾蘭北方，又被稱為「海盜幫」（Fomorian），據說可能是將當年不斷來犯的北歐蠻族想像成巨人的結果。神話傳說中，愛爾蘭島（神話中又稱愛琳島）曾有六個種族前後成為島上的主人，其中勢力最強大的就是佛摩爾巨人族和達那神族（Tuatha De Danaan），兩族經過長年的戰鬥，達那神族取得勝利成為愛爾蘭島的主人。佛摩爾巨人族的後代成了蘇格蘭及曼島地區中，棲身地底的佛爾巨人（Foawr），蘇格蘭蓋爾語又將之稱為法坎（Fachan）。威爾斯語中，也有轉化自佛爾巨人的考爾巨人（Cawr）。

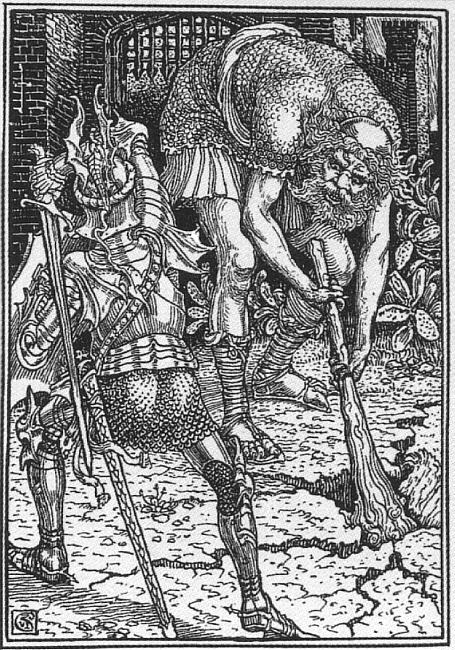
亞瑟王傳奇中的巨人形象。Walter Crane繪

英國南部威爾特郡（Wiltshire）著名的「巨石陣」（Stonehenge）及法國布列塔尼半島（Bretagne）的巨石群等遺跡，被認為是古稱高康（Gargan）的高康大（Gragantua）所為，據說這些巨石建築就是他們玩拋石遊戲或在搬運建築石料時不小心掉落的結果。另外還有一種科摩蘭巨人（Cormoran），他們是傳說故事中和亞瑟王及圓桌武士們敵對的巨人，在威爾斯語大概有「龐大的巨人」之意，也可能是表示佛摩爾巨人族的遺族。英國民間傳說「巨人剋星傑克」（Jack the Giant-Killer）專門以獵殺巨人維生，這裡指的巨人多半是科摩蘭巨人。
至於歌革巨人和瑪各巨人名稱由來應該是受到《聖經》的影響，取自《舊約聖經》《以西結書》中提到的敵對勢力。《不列颠诸王史》中曾提到歌革巨人和瑪各巨人後來被來自希臘地區的特洛伊英雄布魯特斯（Brutus）所滅，現在英國倫敦市政廳有鑄像紀念。

### 歐洲其他地區或巨人亞種
法國和西班牙的巴斯克（Basque）地區神話中有一種被稱為塔塔羅（Tartaro）的巨人，又名巴薩毫恩（Basa-Jaun）。義大利地區有一種食人妖魔被稱為沃爾寇（Uorco），大概是北歐約頓巨人的亞種。另外，歐洲的傳說中還經常出現一種被稱為「Ogre」的食人怪物，最初也被視為巨人，後來被歸類為食人魔（Ogre）。吉普賽傳說中有一種會吃人的巨怪，叫馬殊怛羅（Mashurdalo）。

## 美索不達米亞地區
美索不達米亞包括有蘇美、阿卡德、巴比倫、亞述、西台等的神話。另外希伯來神話，以及後來的猶太教，都受到美索不達米亞地區各部族間神話的影響，並不少被收錄於《聖經》之中︰ 

### 希伯來神話或聖經

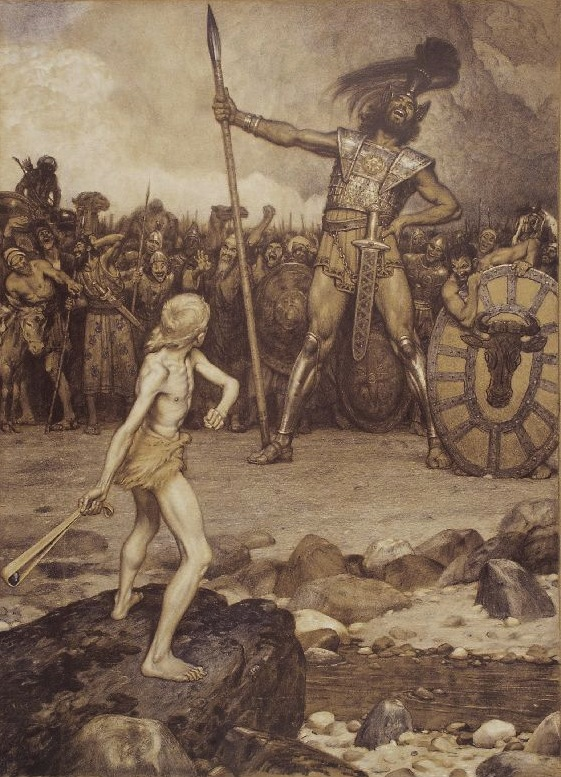
大衛和歌利亞。Osmar Schindler繪。1888年

根據《以西結書》記載的巨人是出現在迦南附近的拿非利人（Nephilim），意思是「上古英武有名的人」，他們是最古老又強大的巨人，是天使和人類少女所生的變種。《以諾書》中描述拿非利人這種巨人的異類血緣混雜進人類世界，是大洪水的起因之一。 偉人的後代又被稱為利乏音人（Rephaim）、散送冥人（Zamzummim）、以米人（Emim），建立了亞特律加寧（Ashtoreth-karnaim）與沙微基列亭（Shaveh Kiriathaim）等地。利乏音人後代中有稱為何利（Horim），是較小巨人部族。偉人後代中還有稱為亞納人（Anakim）的巨人。另外部份非利士人（Plishtim）中也混雜了巨人血緣，例如歌利亞（Goliath）及他的四個兄弟。
根據《啟示錄》第二十章及《以西結書》第三十八章中提到，歌革（Gog）是北方瑪各地區（Magog）的末世國王，是當末日到來時和神的子民為敵的代表人物。瑪各地有時也會被人格化，成為神的敵對勢力的另一個象徵。歌革和瑪各在英國地區被當作巨人的代稱。
天主教的十四救難聖人中的聖克里斯多福（Saint Christopher），據說也是一個巨人，原名奧弗路斯（Offero）。曾經利用自己高大的身體揹人過河，一日揹到一名小孩，因為小孩沉重不堪，奧弗路斯一問之下才知他所揹負的正是有著全世界重責的基督。當下，基督以河水為奧弗路斯施浸禮，改名Christopher，意指 「揹負基督的人」（Christ-bearer）。其形象是拿著拐杖，肩膀揹負著基督聖嬰的巨人，在東正教的部分聖像傳統將他畫成狗頭人的外表，但此外貌與背負小耶穌渡河的造型是共存於東正教的繪畫傳統的。 他守護人們免於瘟疫、猝死和車禍，所以也是旅人或駕駛者的主保。

### 西台神話
西台神話中提到了一個岩石巨人。庫馬爾比神（Kumarbi）和安努神（Anu）爭權，庫馬爾比不小心吞了安努的精子而生下暴風天候神泰舒普（Teshub），泰舒普反過來打敗了庫馬爾比而成了最高主神。庫馬爾比不甘失敗又另外生下無感的岩石巨人烏利庫梅（Ullikummi）。烏利庫米成長快速，轉眼間就長到能威脅天國的高度。最後是智慧神埃阿（Ea）出主意打敗了烏利庫米。另外一提的是，烏利庫米是在一個更大的巨人烏貝魯利（Upelleru）肩頭長大的，神話中烏貝魯利提供自己的肩膀讓世界發展。

## 亞洲的巨人

### 中國神話

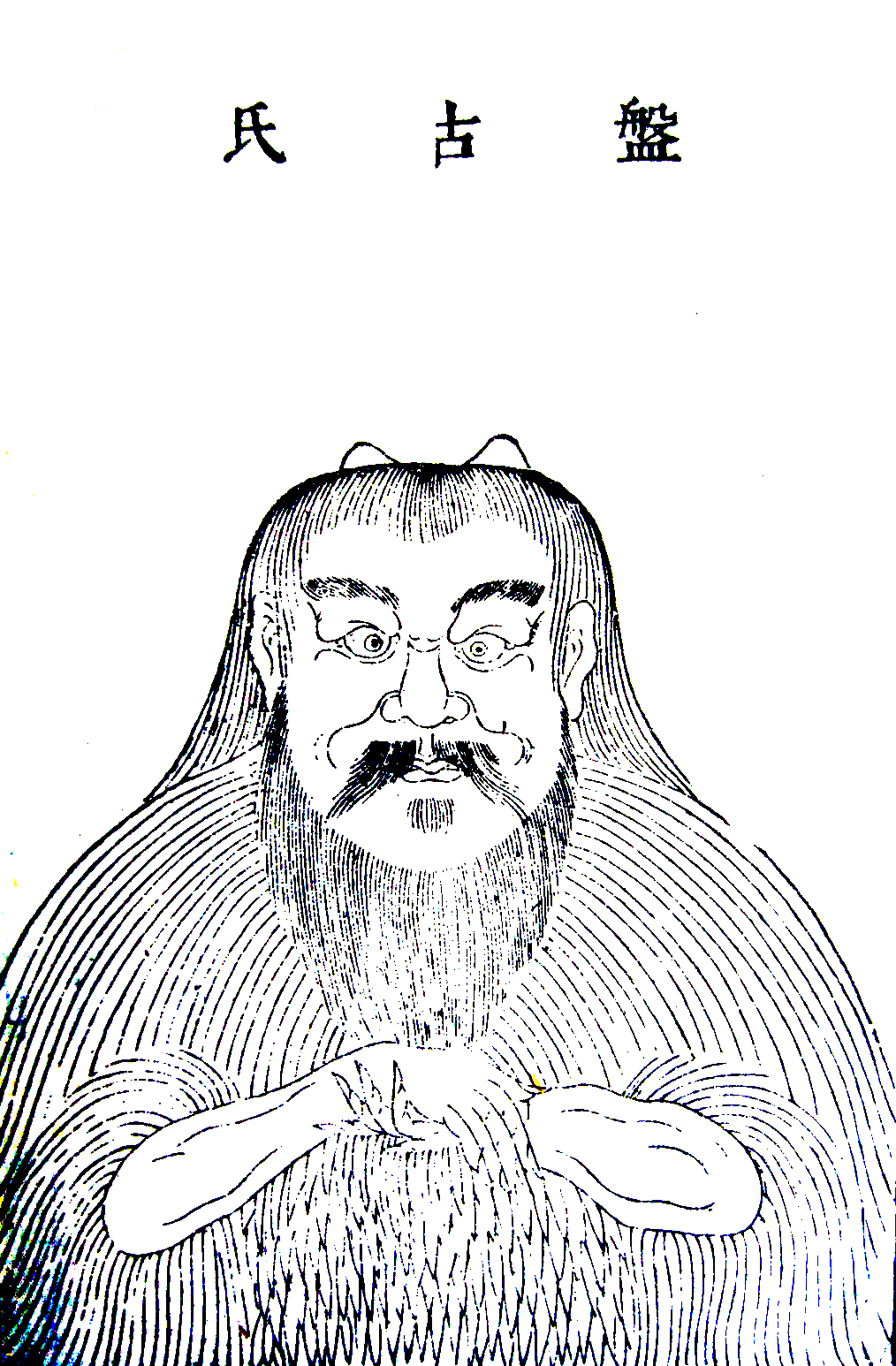
盤古氏

中國神話中可以稱作巨人的相當多，試整理如下︰
- 盤古︰中國創世神話中開天闢地的巨人。

《三五歷記》「天地渾沌如雞子。盤古生在其中。萬八千歲。天地開闢。陽清為天。陰濁為地。盤古在其中。一日九變。神於天。聖於地。天日高一丈。地日厚一丈。盤古日長一丈。如此萬八千歲。天數極高。地數極深。盤古極長。故天去地九萬里。後乃有三皇。」
- 父︰神話中不自量力追日的巨人。

《山海經·大荒北經》「大荒之中，有山名曰成都載天。有人，珥兩黃蛇，名曰夸父。后土生信，信生夸父。夸父自不量力，欲追日景，逮之於禺谷，將飲河而不足也，將走大澤，未至，死於此。」
- 博父︰一說博父國當即夸父國。

《山海經·海外北經》「博父國在聶耳東，其為人大，右手操青蛇，左手操黃蛇。鄧林在其東，二樹木。一曰博父。禹所積石之山，在其東，河水所入。」
- 樸父︰巨人樸父夫婦，因治水不用心而被罰立於東南大荒之中，除天露外不能飲食直到黃河水變清澈為止。

《神異經·東南荒經》「東南隅大荒之中，有樸父焉，夫婦並高千里。天初立時，使其夫妻導開百川，嬾不用意，謫之並立東南。不飲不食，不畏寒暑，唯飲天露。須黃河清，當復使其夫婦導護百川。」
- 防風氏/汪芒氏/長狄/長人/大人︰上古神話中，協助治理洪水的巨人，後來因誤會被禹所殺。 另外一說，秦代時有大人十二人，秦始皇見之後以為祥瑞，收集天下兵器模仿其形象鑄成十二金（銅）人。
  - 《國語·魯語》「防風，汪芒氏之君也，守封、嵎之山者也，為漆姓。在虞、夏、商為汪芒氏，於周為長狄，今為大人。」
  - 《山海經·大荒北經》「有人名曰大人。有大人之國，釐姓，黍食。」
  - 《山海經·大荒東經》「東海之外，有波谷山者，有大人之市，名曰大人之堂。有一大人踆其上，張其兩臂。」
  - 《博物誌》「大人國，其人孕三十六年，生白頭，其兒則長大，能乘雲而不能走，蓋龍類。」
  - 《漢書》「秦始皇帝二十六年，有大人長五丈，足履六尺，皆夷狄服，凡十二人，見於監洮。……是歲，始皇初並六國，反喜以為瑞，銷天下兵器，作金人十二以像之。」
  - 《博物誌》「秦始皇二十六年，有大人十二見於臨洮，長五丈，足跡六尺。」
- 龍伯之國︰因釣走大龜，使五座仙山沉沒了兩座，被天帝懲罰縮小身形，但仍有數丈高。
  - 《列子·湯問篇第五》「龍伯之國有大人，舉足不盈數步，而暨五山之所，一釣而連六鼇。合負而趣歸其國，灼其骨以數焉。於是岱輿、員嶠二山，流於北極，沈於大海，仙聖之播遷者，巨億計。帝憑怒，侵減龍伯之國，使阨。侵小龍伯之民，使短。至伏羲、神農時，其國人猶數十丈。」
  - 《河圖玉版》「龍伯國人，長三十丈，生萬八千歲而死。」
- 感生神話︰感生神話中有記載的巨人。
  - 雷澤的雷神︰華胥氏於雷澤感生而孕生下伏羲。
    - 《山海經》「雷澤有雷神，龍首人頰鼓其腹則雷。 」
    - 《帝王世紀》：「太昊帝庖犧氏，風姓也，燧人之世有巨人跡出於雷澤，華胥以足履之，有娠，生伏羲於成紀。」

  - 龍盤山巨人︰后羿的出生神話。
    - 《史記·周本紀》「周后稷，名棄，其母有邰氏女，曰薑嫄。薑嫄為帝嚳元妃。薑嫄出野，見巨人跡，心忻然悅，欲踐之，踐之而身動，如孕者。
    - 《太平御覽·述徵記》「齊有龍盤山，上有大腳，薑嫄所覆跡。」
- 其他巨人︰
  - 阮翁仲︰傳說中秦代時的巨人，據說姓阮名翁仲，曾經威鎮匈奴，後模仿其身形鑄造銅像。現在也將銅像或石像稱為「翁仲」，或專指墓地前的石人。 但阮翁仲此人，正史無記載，只可當作奇聞而已。
  - 巨毋霸︰王莽手下的巨人，據說能驅動猛獸助威。
    - 《漢書》第九十九捲《王莽傳》「六年春，莽見盜賊多，……夙夜連率韓博上言：“有奇士，長丈，大十圍，來至臣府，曰慾奮擊胡虜。自謂巨毋霸，出於蓬萊東南，……」
    - 《後漢書》「時有長人巨無霸，長一丈，大十圍，以為壘尉；又驅諸猛獸虎豹犀像之屬，以助威武。」
- 其他補記：
  - 《河圖玉版》「從崑崙以北九萬里，得龍伯國人，長三十丈，生萬八千歲而死；從崑崙以東，得大秦國人，長十丈；從此以東十萬里，得佻國人，長三丈五尺；從此國以東十萬里，得中秦國人，長一丈。」
  - 《神異經》 「西北海外有人焉，長二千里，兩腳中間相去千里，腹圍一千六百裡，但日飲天酒五鬥，不食五穀魚肉，惟飲天酒。好遊山海間，不犯百姓，不乾萬物，與天地同生，名無路之人，一名仁，一名信，一名神。」
- 临洮巨人
- 赣巨人:《山海经·海内经》“南方有赣巨人，人面长臂，黑身有毛，反踵,见人笑亦笑.”

### 印度神話
印度神話中的巨人，被稱為底提耶（Daityas）的魔神，他們的共祖是底提（Diti）。他們是提婆神族（又稱阿迭多，Adityas）的敵對者。底提耶是阿修羅（Asura）中的一族，他們之中有金目（Hiranyaksha）、鳩姆婆迦哩納（Kumbhakarna）等。
传说女神在对抗敌人时失控得开始跺脚，造成了地震，她的丈夫立刻跑到她脚底下吸收震动，女神恢复理智后发现自己踩在丈夫身上，不好意思的吐了吐舌头。

### 日本神話
- 酒吞童子（しゅてんどうじ）︰號稱日本神話中最強的鬼怪，酒吞童子是有著一張紅臉，長著五根大角和十五個眼睛，頭髮短而零亂，身長在六公尺以上的巨人鬼怪。
- 手長足長︰日本神話中的妖怪，住在山上。
- 大太法師
- 七尋女房
- 大入道
- 弥五郎

### 台灣神話傳說

#### 原住民神話传說
許多台灣原住民族的傳說中都存在著巨人，他們大多都是單一的特別人物而非跟原住民不同的種族，沒有一致性的傳說，有些巨人甚至還就是源自其族群或被族群奉為祖先，例如貝勒孤（鄒族）、瓦坦馬罕（太魯閣族）、卡達孚旺（撒奇萊雅族）、希基亞塢（達悟族）等，另外也有些原住民族所信奉的神祇有著巨人的形象、或是擁有接近神祇或創造世界的神話，如鄒族的創造女神妮芙努、魯凱族達魯瑪克部落的地震神烏瑪利諾、太魯閣族傳說中踏出花東縱谷平原的馬威、達悟族傳說中把天撐高的西卡如論、排灣族伊拉部落傳說中血肉被用來製造出族人的魯布路等，而在泛泰雅族群以致周邊鄰近部落的傳說中，還流傳著一種特別的巨陰巨人傳說，傳說中那些巨陰巨人因為擁有很長的陽具，因此經常在族人過河的時候充當橋梁，但最後往往因為經常趁機騷擾族人而被族人所殺，如泰雅族的迭拿麥、賽德克族的德那麥（泰雅族稱其為哈魯斯）、布農族卓社群的唐古拉圖等。
不過，其實原住民中也有存在著將巨人視為外族的傳說和族群，這些傳說大多都是跟族人受到威脅有關，例如阿里嘎蓋（阿美族）、夫辜（達悟族）等；還有一部份的巨人傳說完全就是另類的妖怪，例如撒烙（阿美族）、皮亞鬼（洪雅族）等。

#### 漢人
除了原住民外，遷入台灣的漢人族群中也流傳著些許跟巨人相關的傳說，主要是跟原住民族或橫渡台灣海峽時的危險相關，如大腳仙、海和尚、海中毛人等。

### 蒙古神話
西蒙古的卡爾梅克神話中，有創造世界的原初巨人曼札西利（Manzaširi），此名稱應為文殊師利（Mañjuśrī）的訛轉而來。

## 其他地區的巨人

### 中美洲的巨人
中美洲地區的神話中，各部族間因互相承傳吸收神話的結果，形成了現存的神話。阿茲特克神話認為世界已經經過四次太陽年代的毀滅，如今的世界是第五個「動之太陽年代」。至於第一個太陽是「土之太陽」，又稱「四美洲豹紀元」（Four-Jaguar Era），當時居住在地球的就是一群巨人。土之太陽紀元共經歷675年，最後被美洲豹毀滅，而地面上的巨人就都被美洲豹吃了。

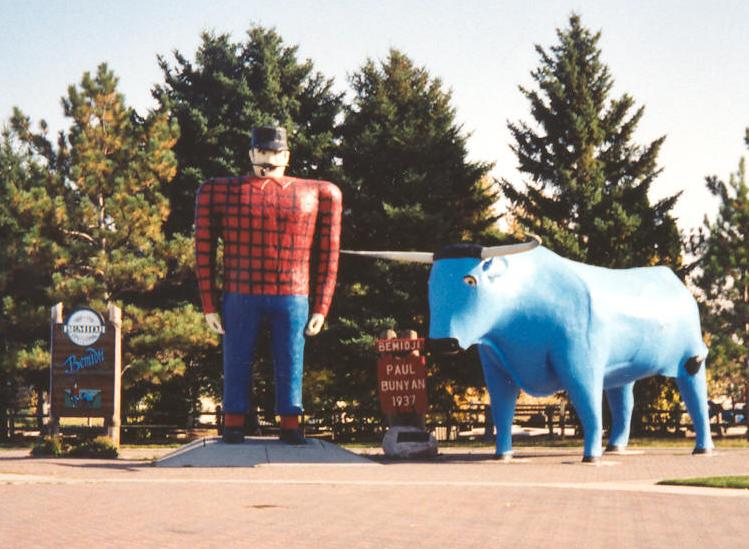
保羅·邦楊的形象

### 美國荒誕不經的故事
伐木巨人保羅·邦楊（Paul Bunyan）是典型的美國邊地故事，屬於荒誕不經的故事（tall tale），最初以口傳的方式流傳於賓夕法尼亞、威斯康辛等地，後有詩人、劇作家、童話書作者等將其編成延伸作品，他也因此成為美國巨大、強壯和活力的象徵。保羅·邦楊的同伴還有藍牛娃娃（Babe）和筆桿子強尼（Johnny Inkslinger）。故事描述邦楊舉手投足即可改變美洲的地形等等，諸如大峽谷、洛磯山脈等都是邦楊隨手製造的。

## 著名文學中的巨人
- 弗朗索瓦·拉伯雷（Francois Rabelais）的《巨人傳》︰取材自民間故事中的巨人高康大（Gargantua）和龐大固埃（Pantagruel）的歷險故事，一共有五部。
- 路德維柯·阿里奧斯托（Ludovico Ariosto）的《瘋狂的羅蘭》（Orlando furioso）：故事中提到名為卡力哥蘭特（Caligorante）的巨人，攻擊人類為食，還拿人類肢體裝飾房子，後來騎士奧斯托佛（Astolpho）打敗了他。
- 《一千零一夜》：第546夜～第547夜，水手辛巴達第三次出海時遇到巨人夫妻，皆是可怕的凶神惡煞，辛巴達和夥伴們以燒紅的鐵條刺瞎了巨人，但狂怒的巨人仍然拿起石頭四處投擲，最後只有兩人逃過一劫。
- 克列茨瓦爾德的《卡列維波埃格》︰取材自愛沙尼亞民間歌謠和傳說，卡列維波埃格意即是卡列維之子，是愛沙尼亞的巨人英雄，史詩描寫卡列維波埃格和敵人所進行的英勇鬥爭。
- 蒙茅斯的杰弗里所著《不列颠诸王史》︰英國野史和民間傳說，故事中有描寫亞瑟王和巨人戰鬥的情況。另外其他和亞瑟王或圓桌騎士有關的故事傳說也有不少巨人出沒。
- J.R.R·托爾金（J.R.R Tolkien）的《哈莫農夫吉爾斯》（Farmer Giles of Ham）：描述一巨人因迷路而誤闖吉爾斯的土地之後產生的有趣故事。原文中沒有提到巨人的名字，但在托爾金的筆記中，將此巨人命名為，意「最龐大的巨人」。
- 奧斯卡·王爾德（Oscar Wilde）的《自私的巨人》（The Selfish Giant） 。
- 李曼·法蘭克·鮑姆（Lyman Frank Baum）的《綠野仙蹤》（The Wizard of OZ）系列。
- 麥克·摩考克（Michael Moorcock）的《永恆戰士》（The Eternal Champion）系列，《紅袍王子寇倫》一書中出現一種稱為費穆爾巨人（Fhoi Myore）的種族。整個故事是以愛爾蘭的神話為基礎的後續 。
- 喬納森·斯威夫特（Jonathan Swift）的《格列佛遊記》（Gulliver's Tvavels）中的大人國布羅丁納（Brobdingnag）。
- C·S·路易斯（C.S. Lewis）的《納尼亞傳奇》（The Chronicles of Narnia）。
- J·K·羅琳（J.K. Rowling）的《哈利波特》（Harry Potter）：書中提到巨人族已經從世界上遁隱了。重要角色之一的魯霸·海格（Rubeus Hagrid）則是半巨人（Half Giant）。
- 雷克·萊爾頓（Richard Russell "Rick" Riordan, Jr.）的《波西傑克森》（Percy Jackson & the Olympians）：主角波西的異母兄弟泰森是獨眼巨人，混血營的司機是百眼巨人阿耳戈斯，就連舌頭上都有眼珠。
- 韓國奇幻小說龍族裡的克頓山巨人。

英國著名的童話「傑克與豌豆」（和巨人剋星的傑克並非同一人）故事中，出現一個住在天上的「雲巨人」桑得戴爾，也被叫做歌革瑪各（Gogmagog）。
吹梦巨人的巨人
勇敢的小裁缝的巨人

## 捏造的巨人
- 加的夫巨人（Cardiff Giant）：1869年10月16日，在紐約州賓厄姆頓（Binghamton）以南12英里的加的夫村發現的巨人化石，事實上為菸草商人喬治·霍爾（George Hull）所主導的騙局。霍爾為了諷刺唯聖經為真理的人而故意製作了一個石頭巨人，並先埋在農夫紐維爾（Newell）的農場地底一年後，再特地找人來發現這個「巨人化石」。消息傳開後，許多人付費來看「巨人」，讓霍爾和紐維爾賺了不少門票錢。1869年12月，霍爾自己承認巨人化石為假造，但大眾反而更加絡繹不絕的前來參觀。之後巡展承辦人巴納姆（P.T. Barnum）有意租用加的夫巨人，被霍爾拒絕後乾脆自行製作，複製品比初製品引來更多的人潮。加的夫巨人現收藏於紐約州的 Farmer's Museum （页面存档备份，存于）。巴納姆的巨人被認為收藏於底特律的 Marvin's Marvelous Mechanical Museum （页面存档备份，存于） [3]。

- 卡爾·巴赫的巨人（Carl Baugh's tall tales）：卡爾·巴赫（Carl Baugh）於1987年出版的書《恐龍》（Dinosaur）中使用的一張照片，照片顯示發現的巨人化石有將近3公尺，書中註明是1856年於義大利發現的，但種種證據已經證明照片為假造[4]。

- 鐵風箏的巨人：2004年起流傳的一則網路謠言，圖中顯示兩名工作者正在巨大的人形骨骸化石邊工作。這事實上是加拿大人鐵風箏（網路化名。Ironkite）為參加由「worth1000」網站舉辦的「異常考古發現」（worth1000:Archaeological Anomalies （页面存档备份，存于））比賽而作，比賽主旨就是鼓勵參賽者製作幾可亂真的合成照片，該圖並在比賽中得到第三名。這張照片持續透過網路流傳於世界各地，2007年3月印度媒體《印度之聲》（Hindu Voice）月刊又將這張照片拿出來報道。美國國家地理協會（National Geographic Society）因詢問者過多而出面調查，並於2007年12月《國家地理》（National Geographic）雜誌上澄清真相，《印度之聲》坦承報導造假[5][6]。

- 伊卡黑石（Ica Stone）：現收藏於祕魯的納斯卡平原北部伊卡（Ica）村的石雕，石頭上雕有和恐龍幾乎同等大小的人形。

## 相关
- 长人列表
- 传说生物列表
- 世界妖怪与怪物列表
- 妖精列表